# Vliedorp
Vliedorp est un hameau qui fait partie de la commune de Het Hogeland dans la province néerlandaise de Groningue.
C'est un ancien village qui fut sévèrement touché par l'Inondation de Noël en 1717, et qui, par la suite, a disparu au cours du XVIIIe siècle. Les anciens habitants de Vliedorp fondèrent Niekerk. Au XIXe, il ne restait plus que le cimetière, utilisé par les habitants de Houwerzijl.